# Курейка (приток Плюссы)
Курейка — река в России, протекает в Струго-Красненском районе Псковской области. Устье реки находится в 242 км по левому берегу реки Плюсса несколько выше дер. Погорелово в Плюсском районе. Длина реки составляет 12 км.

## Данные водного реестра
По данным государственного водного реестра России относится к Балтийскому бассейновому округу, водохозяйственный участок реки — Нарва. Относится к речному бассейну реки Нарва (российская часть бассейна).
Код объекта в государственном водном реестре — 01030000412102000026758.